# Pío Bello Ricardo
Pío Bello Ricardo SJ (* 5. Mai 1921 in Guarenas; † 27. Juli 2003) war Bischof von Los Teques.

## Leben
Pío Bello Ricardo trat der Ordensgemeinschaft der Jesuiten bei und empfing am 30. Juli 1951 die Priesterweihe.
Paul VI. ernannte ihn am 23. Mai 1977 zum Weihbischof in Los Teques und Titularbischof von Thucca Terebenthina. Der Erzbischof von Caracas, Santiago de Venezuela, José Humberto Kardinal Quintero Parra, weihte ihn am 10. Juli desselben Jahres zum Bischof; Mitkonsekratoren waren Giovanni Mariani, Apostolischer Nuntius in Venezuela, und Juan José Bernal Ortiz, Erzbischof ad personam von Los Teques. 
Der Papst ernannte ihn am 31. Januar 1981 zum Bischof von Los Teques. Am 2. Dezember 1995 nahm Johannes Paul II. seinen altersbedingten Rücktritt an.